# Strzelna (Białoruś)
Strzelna (biał. Стрэльна, Strelna; ros. Стрельно, Strielno) – wieś na Białorusi, w obwodzie brzeskim, w rejonie janowskim, w sielsowiecie Soczewki, nad Niesłuchą.

## Historia
W XIX i w początkach XX w. wieś i majątek ziemski położone w Rosji, w guberni grodzieńskiej, w powiecie kobryńskim, w gminie Janowo.
W dwudziestoleciu międzywojennym leżała w Polsce, w województwie poleskim, w powiecie drohickim, w gminie Janów. W 1921 wieś liczyła 252 mieszkańców, zamieszkałych w 56 budynkach, w tym 248 Białorusinów i 4 Polaków. 242 mieszkańców było wyznania prawosławnego, 6 mojżeszowego i 4 rzymskokatolickiego.
Po II wojnie światowej w granicach Związku Sowieckiego. Od 1991 w niepodległej Białorusi.